# シュウェップス

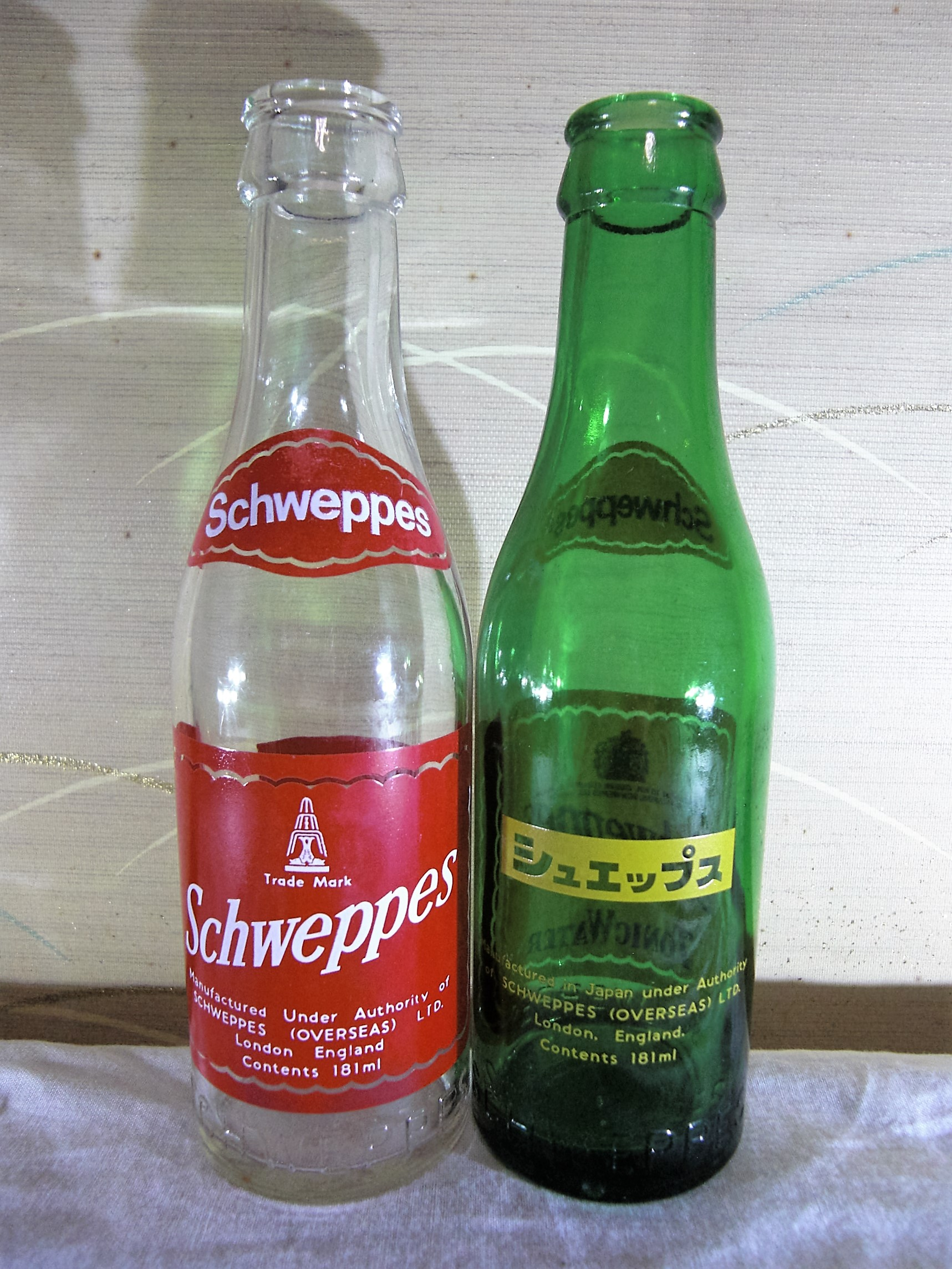
1962年〜1970年代にかけて日本ソフトドリンク社から販売されていた当時の瓶。左：果実飲料用　右：トニックウォーター用の背面側。片仮名表記が「シュエップス」となっている事に注意。

シュウェップス（旧表記：シュエップス、英: Schweppes）は、世界各国で販売されるイギリスのソフトドリンクの炭酸水のブランドである。

## 歴史

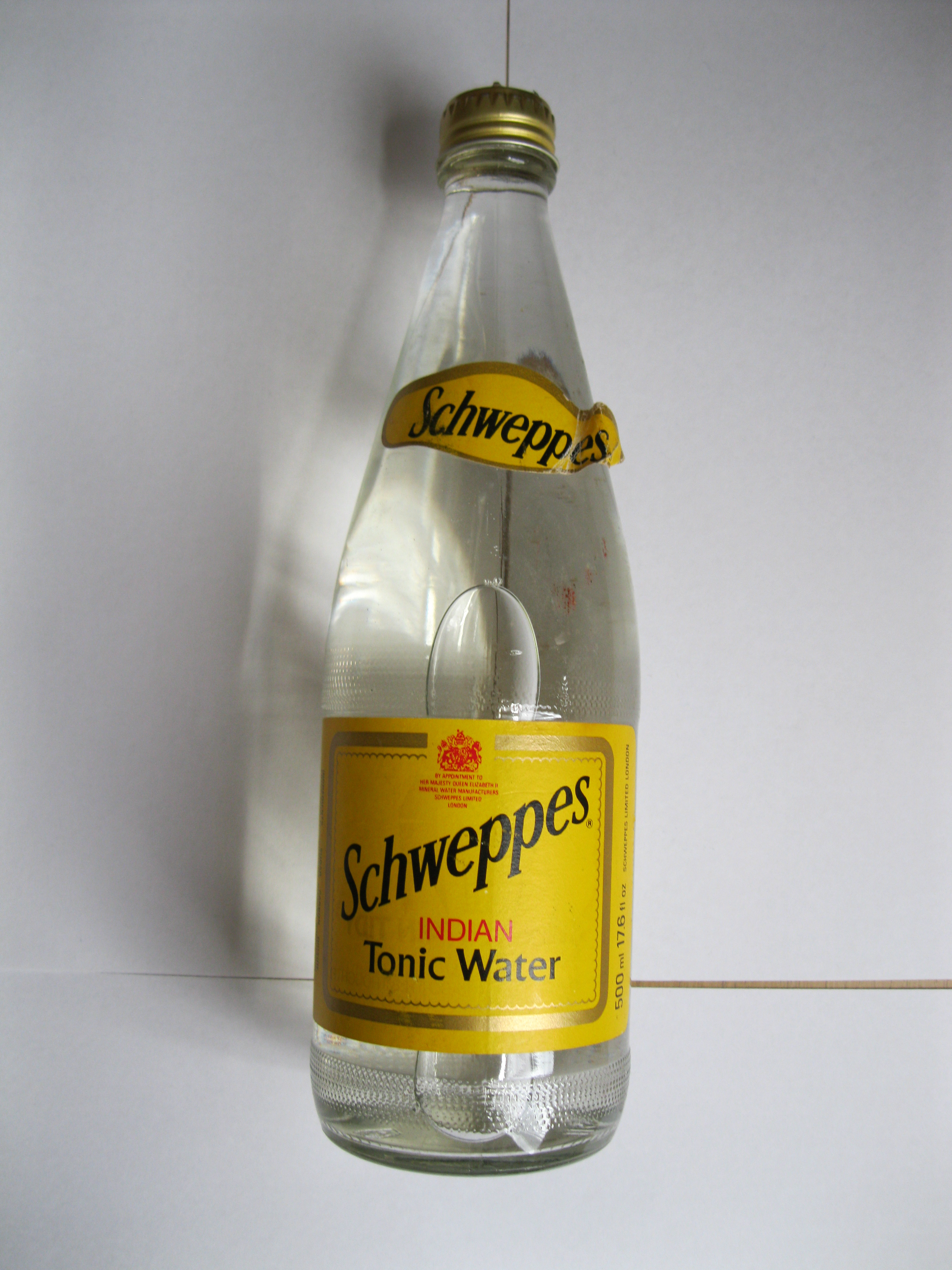
主力商品のトニック・ウォーター

18世紀末にドイツ人の時計技師であり発明家のヨハン・ヤコブ・シュヴェッペ（Johann Jacob Schweppe）が炭酸ミネラルウォーターを製造する機械を開発し、1783年にジュネーヴでシュウェップス社を創業。その後事業拡大のため会社をロンドンに移転。
主な商品としては、ジンジャーエール（1870年）、ビター・レモン（1957年）、トニック・ウォーター（最古の清涼飲料水とも言われる・1771年）がある。
かつて、天然の炭酸水を利用していたことから泉のマークが用いられている。また、20世紀に登場した他のソフトドリンクメーカーの飲料よりも総じて炭酸は控えめとなっている。
世界各国への進出が行われているが、現在は国によって製造者は異なる。かつてキャドバリー社が元祖シュウェップス社と合併し「キャドバリー・シュウェップス社（Cadbury Schweppes Plc）」（後にキャドバリー社に社名を戻す）となっていたが、アメリカ合衆国では、キャドバリー社からスピンオフした「ドクターペッパー・スナップル・グループ社（Dr Pepper Snapple Group）」が製造販売を担当している。
また、イギリス、アイルランド、ブラジル、香港、ニュージーランド、ルーマニア、日本では、コカ・コーラ社が製造・販売を担当している。また、フランスではサントリーグループのオランジーナ・シュウェップス社が、ポーランドではペプシコ社が製造を担当している。
2008年12月、キャドバリー社はオーストラリアでのシュウェップス飲料事業をアサヒビールに売却し、すべてのシュウェップス関連事業の売却を完了することを発表した。アサヒビールがシュウェップス事業を手掛けるのは10年ぶりである。2009年3月に正式に売買契約を締結、4月末に売却が完了した。なお、オーストラリア飲料最大手であるコカコーラ・アマティル社にも2009年3月までカウンター・オファー(対抗買収)を仕掛ける権利が残されていたが、独占禁止法などの問題から結局行使されなかった。

## 日本国内の展開
日本で最初にシュエップスのライセンスを受けたのは1962年3月の日本ソフトドリンク社で、当時は片仮名表記が「シュエップス」であった。181ml入のリターナブル瓶を使用して流通させていたが、その後1974年頃に終売した。
その後、空白期間を経てシュウェップスのライセンスを受けたのはアサヒビールで、1980年代にアサヒビールの清涼飲料ラインナップのひとつとして製造、発売されていた。1996年のアサヒ飲料発足後に伴うアサヒビールグループの事業再編により、1998年にUCC上島珈琲へ販売権が移り、2000年11月からは日本コカ・コーラより販売されている。
1986年頃のテレビCMにはリンゴ・スターが出演した。

## 日本の製品ラインナップ
ここでは、日本法人である日本コカ・コーラ社の商品展開について記述する。
- 2000年11月 トニックウォーター
- 2003年10月 グレープフルーツスカッシュ
- 2004年6月 オレンジ･スカッシュ - ファミリーマート限定製品。
- 2004年11月 フルーツパンチ
- 2005年6月 グレープフルーツ･スカッシュ - ファミリーマート限定製品。
- 2005年12月 マスカット スカッシュ
- 2006年6月 クリアレモンスカッシュ - ファミリーマート限定製品。
- 2010年8月 ビターレモン ゼロ
- 2012年6月 ブリティッシュ レモントニック[4] -「オランジーナ（日本ではサントリー食品インターナショナルが製造、サントリーフーズが販売[注 1]）」の対抗商品。レモン果汁入りの炭酸飲料。
- 2012年7月 スパークリングピーチ - ファミリーマート限定製品。
- 2013年4月 ビターレモン -「ブリティッシュ レモントニック」を全面リニューアル[5]。
- 2013年7月 ブラッドオレンジ[6]
- 2014年2月 カシスグレープ[7] - グレープ果汁とカシス果汁をブレンド。
- 2014年6月 グレープフルーツパッション[8] - レモン、グレープフルーツ、ライム果汁のブレンドにパッションフルーツの香りを加えている。
- 2014年7月 フルーツビネガーゼロ マスカットレモン[9] - 日本コカ・コーラが発売する製品としては初めて、果実酢（レモン酢・ぶどう酢）を使用。カロリーゼロ設計。
- 2014年9月 アップルモルト - りんご果汁に乳酸発酵モルトエキスを加えている。
- 2014年11月 フルーツビネガーゼロ クランベリーレモン[10]
- 2015年3月 シトラス[11] - グレープフルーツ・レモン・ライム・オレンジのブレンド。
- 2015年4月 トニックウォーター - パッケージリニューアル。
- 2016年3月 グレープスパークリング[12] - カベルネ・ソーヴィニヨンの果汁をブレンド。
- 2016年5月 グレープフルーツブレンド[13] - シトラスの実質的な後継フレーバー
- 2016年8月 ライムエード[14]
- 2016年11月 シャルドネスパークリング[15]
- 2017年7月 ザクロスパークリング
- 2017年11月 グレープヌーヴォー
- 2024年4月 メロンソーダ（北海道限定）[16]